# 하드리아누스의 도서관

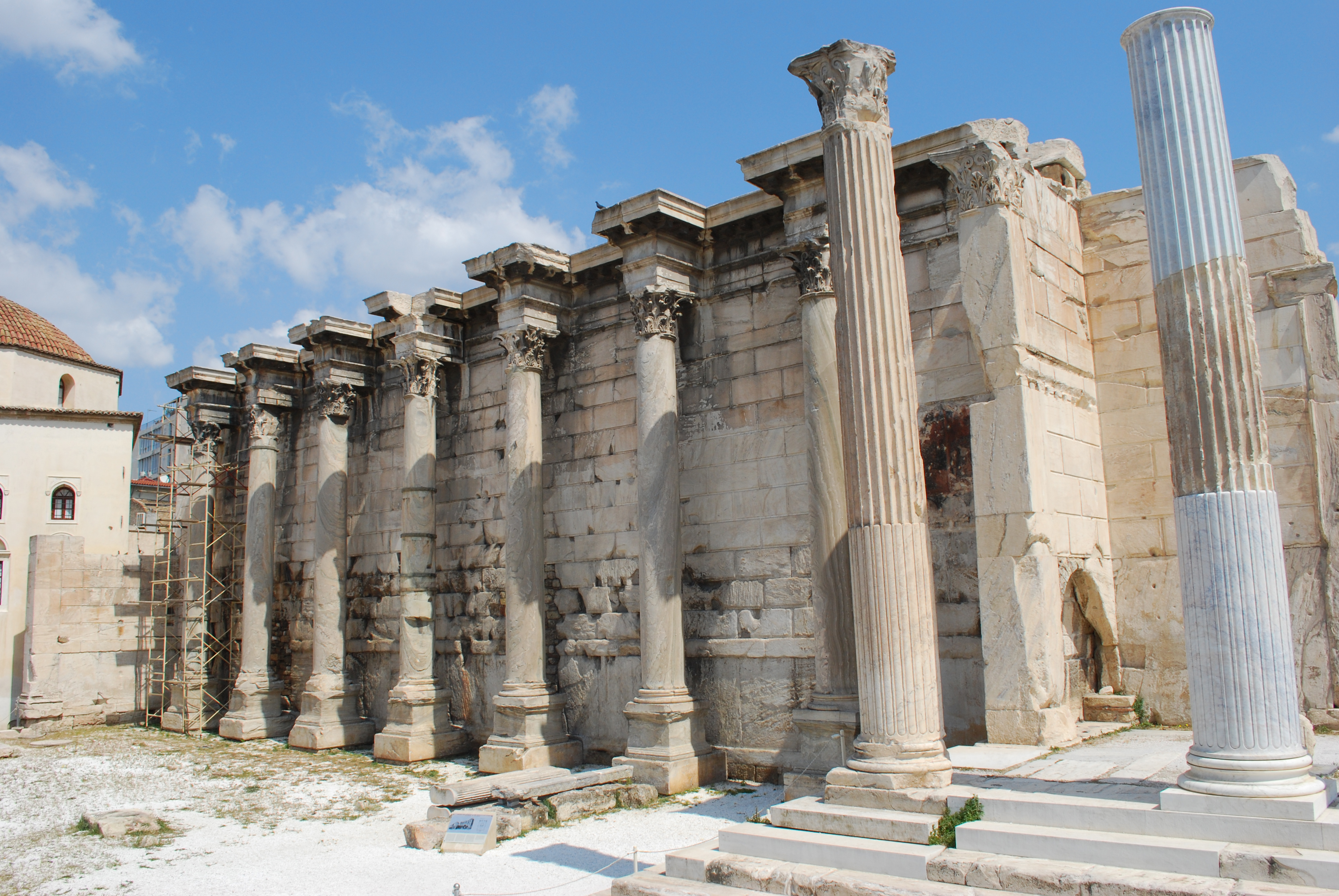
하드리아누스의 도서관

하드리아누스의 도서관(그리스어: Βιβλιοθήκη του Αδριανού)은 그리스 아테네 아크로폴리스의 북쪽 기슭에 있는 성전으로, 132년 로마 제국의 하드리아누스에 의해 건설되었다. 건물은 전형적인 로마 포룸 형태로 지어졌으며, 코린토스 양식이 적용되었다.